# Битва у бухті Пакоча (1877)
Морська битва при Пакоча, морська битва (29.5.1877), яка відбулася в південній бухті Пакоча, неподалік м. Макега, між перуанським (революційних сил) монітором «Ууаскар» (кап. Р. Астете) — 4 гармати, 1 мала гармата, ~100 чоловік, і британським Південноамериканським загоном (контр-адм. А. де Хорсі), який складався з двох кораблів, залізного фрегата «Шах» (кап. Ф. Бедфард) і корвета «Аметист» (кап. А. Чатфілд) — 40 гармат, торпеди, міни, 800 чоловік особового складу.
Після ультиматуму де Хорсі, який був поставлений у відповідь на попереднє затримання і огляд монітором двох британських пароплавів і який був відкинутий Астете, британський загін робив спроби перехопити монітор. Тим часом перуанські урядові сили безрезультатно намагалися захопити «Ууаскар» у морській битві при Пачола (27.5.1877). Британцям вдалося знайти монітор 29.5.1877. На борту «Ууаскара» в цей час також перебував голова перуанської революції Н. де П'єрола. Починаючи з 15 год., британський загін намагався маневрами заблокувати рух монітора і артилерійським вогнем змусити його піддатися, або взяти на абордаж. Але значна перевага британців в артилерії і людях урівноважувалася малою осадкою і панциром монітора. У свою чергу, артилеристи перуанського корабля стріляли дуже погано. Обидві сторони неодноразово і безуспішно намагалися йти на таран. Нарешті, близько 17 год. де Хорсі наказав потопити перуанський корабель самохідною міною Уайтхед (торпедою). Близько 21 год. був проведений перший в історії постріл самохідною торпедою в бою, безрезультатно. Після приходу туману англійський загін вийшов з бою. Втрати сторін становили з перуанського боку — вбито 1 офіцер, з британської сторони — кілька поранених матросів.

## Після подій
Після битви при Пакоча британський флот більше ніколи не посилав у бій дерев'яні кораблі. «Ууаскар» став першим в історії кораблем, який був атакований торпедою в бою у відкритому морі і який ухилився від такої атаки, а також першим і останнім залізним кораблем, який коли-небудь бився з британськими дерев'яними кораблями.